# Science of Stupid
Science of Stupid is een televisieprogramma, gepresenteerd door Ymke Wieringa, dat wordt uitgezonden op National Geographic Channel. In het programma worden aan de hand van internetfilmpjes wetenschappelijke feiten en natuurwetten in beeld gebracht.
Naast het Nederlandstalige programma wordt de Engelstalige versie, aanvankelijk gepresenteerd door Richard Hammond, later door Dallas Campbell, ook uitgezonden op National Geographic Channel in Nederland en België.